# A Entrevista (periódico)
A Entrevista:  sem santo nem senha teve origem no Porto em 1913, tendo como  promotor, Joaquim Leitão nascido na invicta.  Totaliza 20 números, compostos de entrevistas, todas elas antecedidas por um estudo biográfico dos entrevistados, que são maioritariamente monárquicos ou republicanos dissidentes. Joaquim Leitão (que durante os anos de exílio, de 1911 a 1912, foi um dos directores do único jornal monárquico de Portugal O Correio  que saía no Porto)  autoatribui-se um estatuto de “inquiridor da política internacional” e compromete-se a a realizar um trabalho de “serena independência mental”, com "ausência de superstição política”, “puro jornalismo sem santo nem senha (subtítulo da publicação).